# Руфий Ахилий Сивидий
Руфий Ахилий Сивидий (лат. Rufius Achilius Sividius) — политический деятель Раннего Средневековья (V век) при короле Одоакре.

## Биография
Возможно родственником Ахилия был Ацилий Глабрион Сивидий Спедий. Ранее 483 года Сивидий, возможно, был квестором священного дворца (об этой должности известно из надписи на амфитеатре Флавиев). До 488 года он был префектом Рима. В 488 году Сивидий отправлял две должности — префекта Рима (во второй раз) и консула. Его коллегой по консулату был Клавдий Юлий Эклезий Динамий. Сивидий — patricius, vir clarissimus et illustris.